# Vénus
Vénus è il secondo album della cantante francese Rnb, Sheryfa Luna. La sua uscita in Francia è avvenuta il 2 dicembre 2008 con l'etichetta ULM. È stato registrato, realizzato e commercializzato a solo un anno dal lancio del suo primo album, segnato dall'esordio del primo singolo Si tu n'étais plus là, seguito da Ce qu'ils aiment.

## Tracce
1. Ce qu'ils aiment – 3:10
2. Si tu n'étais plus là – 3:30
3. Dis lui – 3:48 (Jena Lee, Sheryfa Luna)
4. Qu'est-ce qu'on attend – 3:18
5. Je reviendrai – 4:06
6. Grandir avec toi – 4:18
7. Ne t'en va pas – 4:27 (Jena Lee, Sheryfa Luna)
8. Si mal – 4:04
9. Respirer (feat. Alibi Montana) – 5:00
10. Interlude – 1:19
11. J'ai le droit – 3:20
12. On progresse (feat. Lirisystem) – 2:58
13. J'écris – 3:41
14. Comme une blessure – 3:10

## Posizioni nelle classifiche francofone
| Nazione          | Posizione migliore |
| ---------------- | ------------------ |
| Francia          | 2                  |
| Francia Download | 3                  |
| Belgio Vallonia  | 9                  |
| Svizzera         | 28                 |